# Anthée (Belgique)
Pour les articles homonymes, voir Anthée.
Anthée (en wallon Antêye) est une section de la commune belge d'Onhaye située en Wallonie dans la province de Namur. 
C'était une commune à part entière avant la fusion des communes de 1977.
Situé dans l'Entre-Sambre-et-Meuse, sur la route de Dinant à Philippeville, le village est traversé par le Flavion.

## Étymologie
Selon plusieurs chercheurs, le nom d'Anthée aurait son origine dans le nom latin Ananteius car suivant la légende l’empereur Tibère y aurait envoyé un certain Anteius. Ce dernier aurait trouvé l’endroit agréable et y aurait même construit une villa où il se serait établi. Toutefois une étude plus scientifique établit que l’origine du nom dériverait du nom celtique ande-tegia signifiant maison d’en face ou simplement à la maison.

## Évolution démographique
- Source: DGS, 1831 à 1970=recensements population, 1976= habitants au 31 décembre
- 1900: Scission en 1892 du hameau de Morville érigé en commune à part entière

## Éléments d'histoire
La découverte de vestiges d’une villa romaine considérée comme un modèle du genre et d’un cimetière mérovingien à Anthée fait penser que l’emplacement du village était de toute première importance.
Au Moyen Âge, le village est sous la tutelle du fisc royal de Givet, ensuite il passe successivement sous l’autorité des Comtes d’Agimont, de Givet et enfin de Chiny (au XIIIe siècle). Après il est entre les mains de seigneurs de Senzeille, d’Agimont et enfin, en partie, de l'abbesse de l’abbaye de Félixpré qui s’en sépare en le revendant au maître de forge d’Anthée Laurent Jacquis. En 1733, toutes les terres de ce ban sont rassemblées entre les mains de Pierre Jacquier (un autre maître de forge). Les héritiers de ces familles en resteront propriétaires jusqu’à la fin de l'Ancien Régime.
Le 25 août 1914, les 104e, 106e RI et 18e RHR -Régiment de Hussards de Réserve-  de l'armée impériale allemande y passèrent 13 civils par les armes et y détruisirent 71 maisons, lors des atrocités allemandes commises au début de l'invasion. Parmi les civils froidement assassinés se trouvait le bourgmestre, le docteur Félix Jacques, fusillé avec son plus jeune fils.
Le 14 mai 1940, lors de la bataille de France, Anthée est attaqué par les Allemands de la 7. Panzer-Division d'Erwin Rommel et défendu par le 23e régiment de tirailleurs algériens du colonel Magnin et des éléments de la 1re division légère de cavalerie dont son chef, le général d'Arras au château d'Anthée. 47 défenseurs trouvent la mort mais l'attaque allemande est enrayée. À 18h, la localité tombe finalement aux mains des Allemands.

## Patrimoine et culture

### Patrimoine architectural et monumental
- L'église Saint-Materne qui fut reconstruite en 1864.
- Le presbytère, plus ancien que l'église.
- Le château de Fontaine (XVIe siècle) est également connu comme 'Château d'Anthée'.
- Le château de la Forge (XVIIIe siècle), sur le Flavion, se trouve sur la route d'Ermeton-sur-Biert.
- Le château d’Ostemerée, élégante construction du début du XXe siècle avec parc et étangs alimentés par le Flavion, est le plus jeune des trois châteaux d’Anthée et se trouve dans le hameau d'Ostemerée.

#### Monuments
Il existe dans l'église trois pierres tombales remarquables de seigneurs dont la famille est originaire du lieu. Les deux premières ont été transférées de Saint-Martin, près de Rhisnes, lors de la démolition de la chapelle où elles reposaient :
- celle de Jacques de Senzeilles († 1524), lieutenant-gouverneur de Namur, et d'Agnès de Berghes († 1535), sa seconde épouse;
- celle de Pierre de Senselle († 1559), bailli et capitaine du château de Namur, et d'Anne de Hun († 1592) son épouse;
- celle de Gille de Senseille († 1578), mayeur de Namur puis gouverneur de Bois-le-Duc, et de son épouse Geneviève de Hun[5],[6].

## Galerie d'illustrations

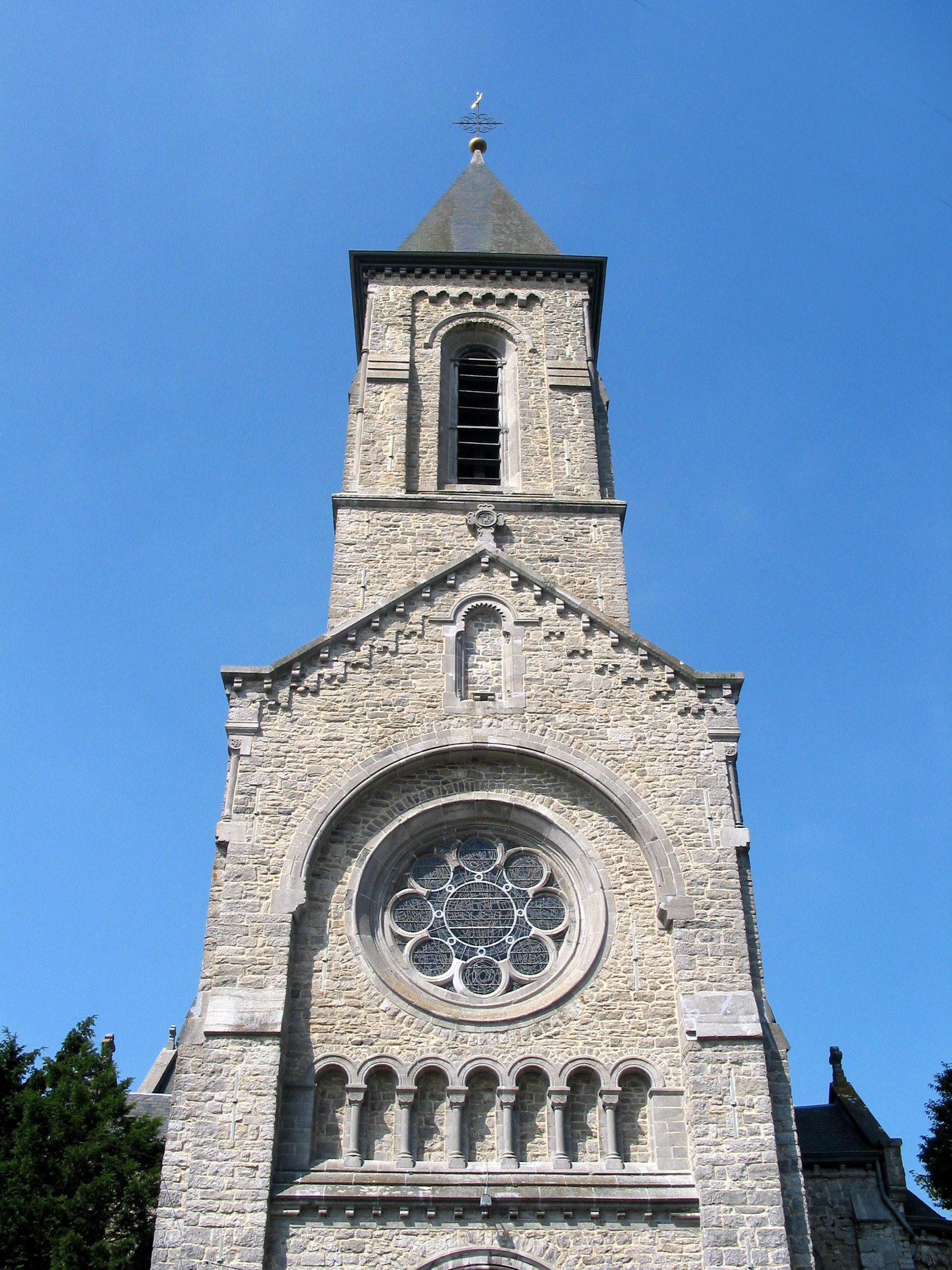
L'église Saint-Materne (reconstruite en 1864).
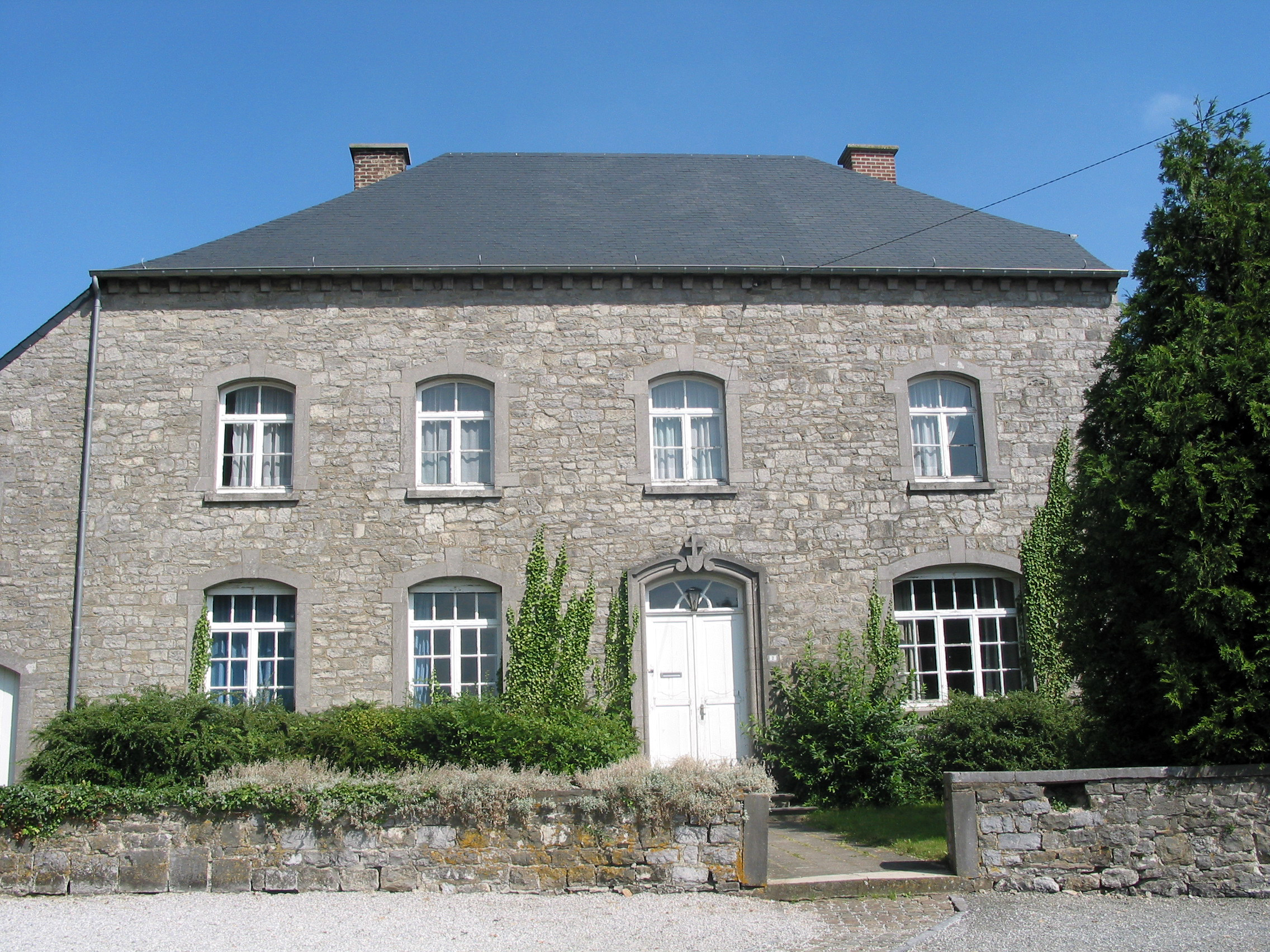
Le presbytère (XIXe siècle).
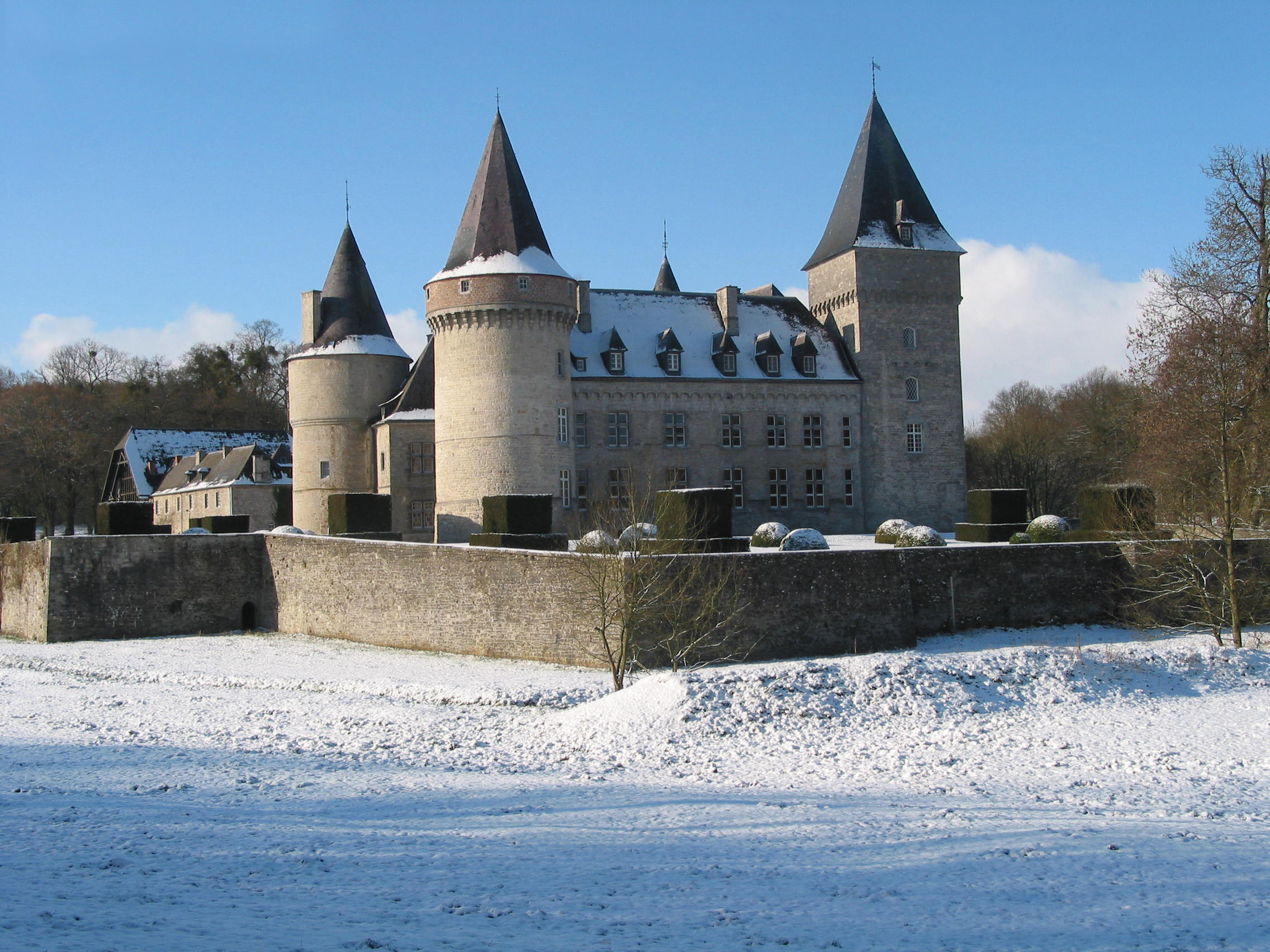
Le château « de Fontaine » (XVIe siècle).
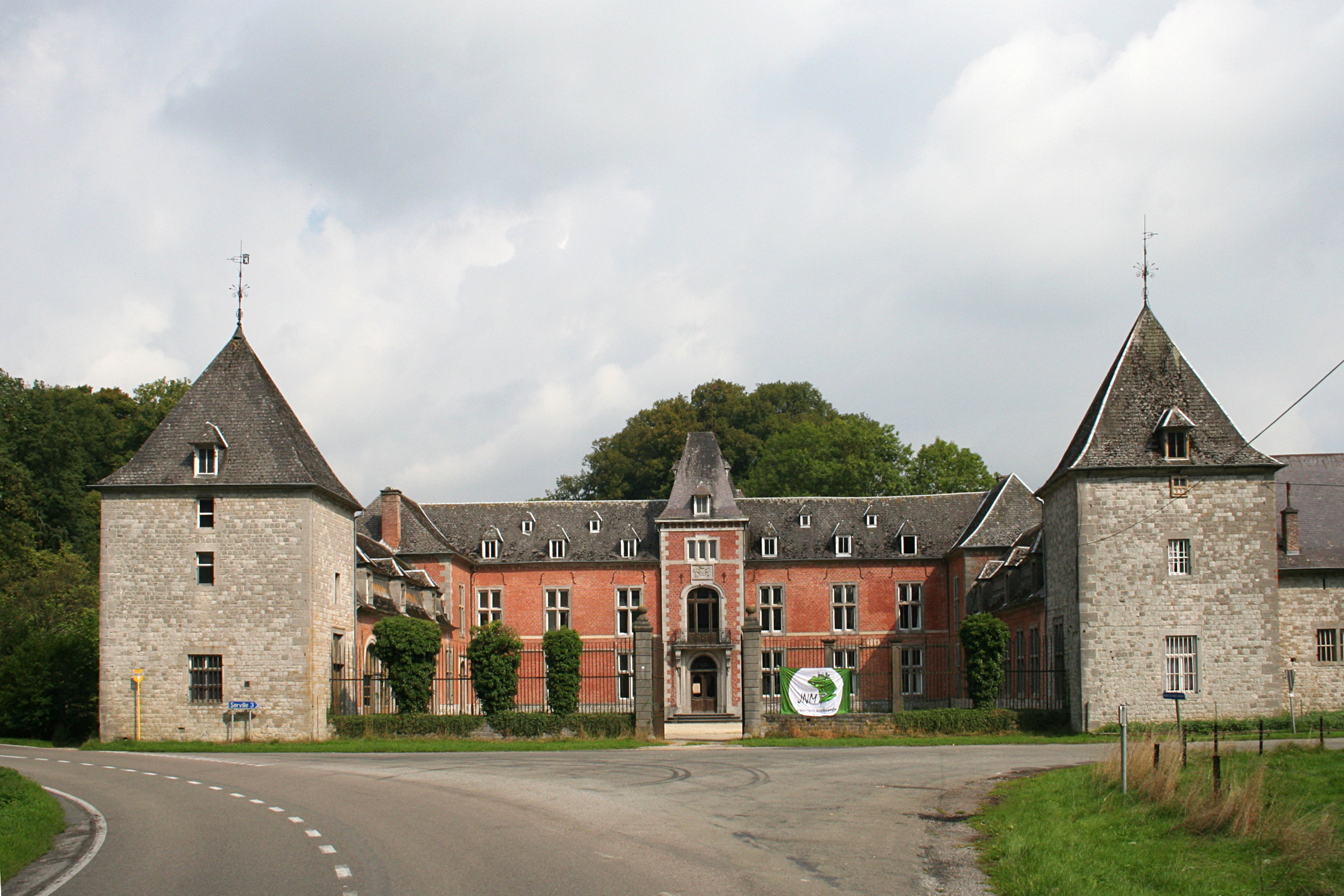
Le château "de la Forge" (XVIIe siècle).

## Économie
Jusqu’au XIXe siècle, les principales richesses du village provenaient de l’exploitation du fer et du cuivre, de l’agriculture et de l'exploitation des ressources forestières. Au XIXe siècle, l’agriculture y est toujours importante puisque la moitié des terres y sont encore consacrées. Au XXe siècle, c’est l’élevage et le tourisme (chambres d’hôtes et gîtes à la ferme) qui ont pris le relais.

## Personnalités
- Antoine Laurent de Jacquier de Rosée (1747-1826), maître de forges et député à l'assemblée révolutionnaire française est né à Anthée.
- Willy Maltaite (mieux connu sous son nom d’artiste Will) (1927-2000), dessinateur de la bande dessinée Tif et Tondu est né à Anthée.
- François-Joseph Delfosse (Assesse, 11 février 1793 - Anthée, 15 mai 1873), docteur en médecine, ancien chirurgien des armées impériales, décoré de la médaille d’or des épidémies et de la médaille de Sainte-Hélène.
- Paul van Ostaijen (1896-1928), poète flamand, souffrant de tuberculose, est mort le 18 mars 1928 au sanatorium Le Vallon de Miavoye.